# Grai
În dialectologie, termenul „grai” denumește în limba română un tip de varietate teritorială a unei limbi. În alte limbi se folosesc termeni care îi corespund numai aproximativ, mai ales că atât în dialectologia română, cât și în cea a altor limbi, se întâlnesc definiri diferite ale varietății pe care o denumesc.

## În dialectologia română
Conform uneia dintre viziunile despre sistemul varietăților teritoriale, graiul este, în ierarhia acestora, de rangul cel mai mic. Teritoriul său este de asemenea cel mai restrâns dintre cele ale varietăților teritoriale, putând fi o parte dintr-o regiune (ex. nord-vestul Olteniei), un grup de localități rurale (ex. de pe valea Crișului Negru), sau chiar un singur sat, ex. Scărișoara. Graiul se caracterizează prin particularități lingvistice neesențiale, mai ales fonetice și lexicale. Particularitățile graiului ca tip de varietate teritorială de rangul cel mai mic, sunt integrate într-un sistem lingvistic coerent cu norme proprii care asigură comunicarea eficace în cadrul unei comunități sociale. În această viziune, graiul face parte, împreună cu alte varietăți de același rang, dintr-un subdialect. De pildă, graiurile bihorean, al moților, someșean și oșean fac parte din subdialectul crișean.
În altă viziune, termenul „grai” denumește ceea ce mai sus este denumit „subdialect”. De exemplu, pentru Matilda Caragiu Marioțeanu sau Valeriu Rusu, dialectul dacoromân are graiurile muntean, moldovenesc, bănățean, crișean și maramureșean. Cei care le numesc subdialecte disting graiul de subdialect prin aceea că cel din urmă are și particularități gramaticale: în exprimarea unor valori cazuale, în unele forme pronominale, în unele forme temporale și modale ale verbelor etc..

## În alte dialectologii
În dialectologia franceză, unul din termenii care corespund cu „grai” în sensul de varietate teritorială de rangul cel mai mic, este parler, definit ca un sistem de semne și reguli de combinare caracteristic unui cadru geografic restrâns, de obicei rural, de exemplu o vale sau un sat. Acest termen nu are conotație sociolingvistică. Alt termen corespunzător lui „grai” este parler patois sau simplu patois. Pentru lingviștii care îl folosesc, acesta are conotație sociolingvistică, implicând informația că, fiind vorba de o varietate rurală, este folosită de o anumită categorie socială, țărani care abordează între ei subiecte legate de viața rurală. Termenul patois este evitat de unii lingviști, pentru că în trecut a primit o conotație depreciativă.
În lingvistica de limbă engleză se folosește termenul dialect pentru varietățile teritoriale în general, prin urmare acesta corespunde și termenului „grai”.
În limba rusă se scriu lucrări de dialectologie atât despre limba rusă, cât și despre limbile foarte variate din Rusia și din fosta Uniune Sovietică, precum și despre limbile slave în general. Pentru varietățile teritoriale de rangul cel mai mic se folosește termenul govor. Printre acestea sunt distinse mai multe tipuri. Un „grai matern” este cel al vorbitorilor de pe un teritoriu din care a emigrat o parte din populație. În raport cu acest tip, un „grai de imigranți” este cel al grupului de populație care a plecat de pe un teritoriu și s-a stabilit pe altul. De pildă un grai matern poate fi unul din Rusia centrală, iar unul de imigranți al celor care au plecat de pe teritoriul acelui grai și au imigrat în Siberia. Alt tip este „graiul de tranziție”, cu trăsături constituind în principal o combinație de trăsături ale graiurilor învecinate. Un al patrulea tip este „graiul insular”, înconjurat de graiurile altei sau altor limbi.
În lingvistica maghiară, tipurile de varietăți teritoriale sunt numite nyelvjárás, cu diferite completări pentru a exprima locul lor în ierarhie. Cea mai mică varietate este numită helyi nyelvjárás, helyi însemnând „local”. Teritoriul său poate fi a 2-3 sate învecinate, al un sat, uneori al unei părți dintr-un sat. Există, de exemplu, un sat în care locuitorii catolici au un grai, iar cei reformați altul, din cauză că aceștia sunt mai mult în contact cu sate de reformați din altă regiune. După unii lingviști, față de tipurile de varietăți teritoriale de rang mai înalt, numai graiul poate fi caracterizat precis, pentru că este vorbit de membrii unei comunități care sunt în contact unii cu alții în mod mai mult sau mai puțin regulat, această varietate fiind o formă de folosire a limbii primordială pentru autohtoni, ce face parte din conștiința lor colectivă. Prin urmare, numai acest tip de varietate ar fi un sistem din punct de vedere structural, iar tipurile de varietăți superioare acestora ar fi doar abstracțiuni științifice, care nu ar constitui sisteme din acest punct de vedere.